# Tytus Peszyński (powstaniec styczniowy)
Tytus Peszyński herbu Cholewa (ur. ?, zm. 4 września 1863 pod Panasówką) – powstaniec styczniowy.

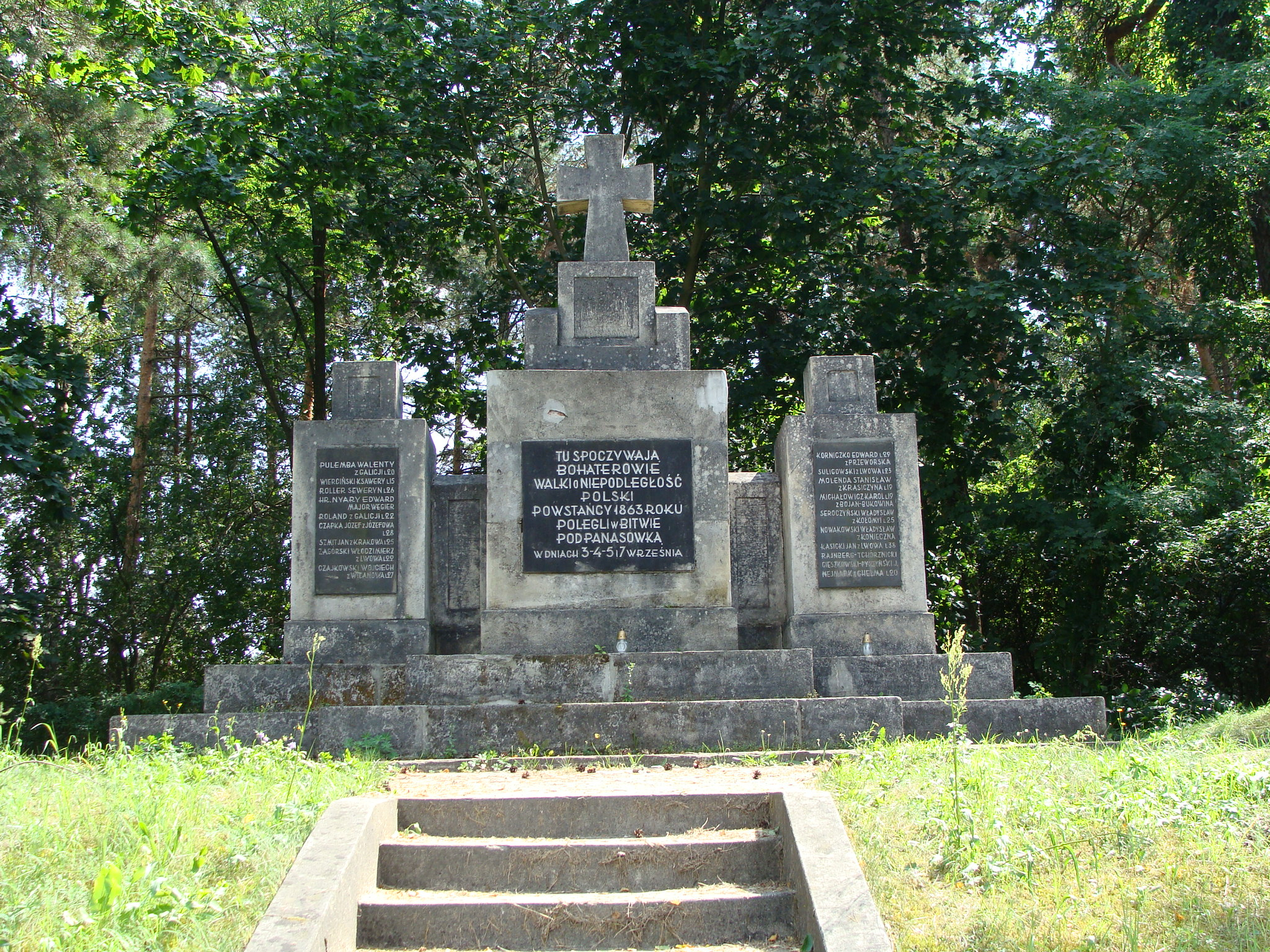
Pomnik poległych pod Panasówką w Zwierzyńcu

## Życiorys
Syn Tytusa (zm. 1881, powstaniec listopadowy i ziemianin, właściciela majątku Kobylany), brat Tadeusza (1836-1908).
Jako żołnierz szeregowiec brał udział w powstaniu styczniowym. Poległ w bitwie pod Panasówką 4 września 1863. Według relacji z bitwy wydrukowanej w dzienniku „Gazeta Narodowa” Peszyński będąc już „ranny śmiertelnie, z najzimniejszą krwią nieużyteczną już broń oddał w ręce towarzyszy, a sam przyklęknąwszy na jedno kolano i odmawiając słowa modlitwy, skonał na pobojowisku”.
Jego nazwisko zostało wymienione wraz z innymi poległymi na pomniku poległych w Zwierzyńcu. Pamiątki po Tytusie Peszyńskim zostały przedstawione na Wystawie roku 1863 zorganizowanej we Lwowie w latach 1863-1913.